# فاسيليس سيمتساك
فاسيليس سيمتساك (باليونانية: Βασίλης Σίμτσακ)‏ مواليد 3 مارس 1981 في أثينا، هو لاعب كرة سلة يوناني. بدأ مسيرته الاحترافية في سنة 2003. يحمل الرقم 17. يبلغ طوله 6 قدم 9.5 بوصة (2.1 م).

## المسيرة الاحترافية
لعب مع نادي إيه إي كي لكرة السلة في موسم 2007–2008، ثم لعب مع نادي بانيونيس لكرة السلة في موسم 2013–2014، ثم لعب مع نادي أريس لكرة السلة في سنة 2014.

## روابط خارجية
- فاسيليس سيمتساك على موقع الدوري الأوروبي لكرة السلة (الإنجليزية)
- فاسيليس سيمتساك على موقع كرة السلة الأوروبية.كوم (الإنجليزية)
- فاسيليس سيمتساك على موقع ريلجم (الإنجليزية)
- فاسيليس سيمتساك على موقع بروبوليرز (الإنجليزية)
- فاسيليس سيمتساك على موقع سبورتس رفرنس (الإنجليزية)